# J. Alfred Tanner
Johan Alfred "Affu" Tanner, född 16 mars 1884 i Artsjö, död 27 maj 1927 i Rautalampi, var en finländsk kuplettsångare och sångtextförfattare. Tanner betraktas som den tidiga finska populärmusikens främsta artist. Tanner brukade skriva sig själv J. Alfred Tanner och J. Alfr. Tanner.

## Biografi
Tanner var son till drängen Johan Alfred Töisman och pigan Maria Johanneksentytär Koivisto. Som barn flyttade Tanner till Helsingfors och i barn- och folkskolan var han klasskamrat till operasångaren Wäinö Sola. Dessa gick dock skilda vägar när Tanner utbildade sig till byggmästare. Han utexaminerades från Helsingfors tekniska skola 1906.
I november 1907 befann sig Tanner som byggansvarig på femte våningen i arkitekten Estlanders flerfamiljshus i Brunnsparken i Helsingfors, då huset rasade. Tanner hoppade då från femte våningen till närmaste träd. Efter detta såg han sig tvungen att byta yrke och började uppträda på heltid som komiker och sångare. 1908–1909 gjorde Tanner framträdande på scenen i Helsingfors, men genombrottet kom 1910, då han var pausunderhållare vid biografen Helikon i Helsingfors, där han arbetade tillsammans med bland andra Theodor Weissman, Felix Jungell och Rafael Ramstedt. Vid sidan om detta uppträdde Tanner på olika kända restauranger i den finska huvudstaden.   
År 1911 började Tanner göra skivinspelningar för bland annat His master's voice och gjorde totalt 70 inspelningar fram till 1926. När Tanner framförde sina egenskrivna sånger på scen, brukade han klä ut sig i passande kostymer och göra kullerbyttor, vilket han kunde som tidigare gymnast. 1922 och 1924 gjorde Tanner två resor till Camden i USA, där han 1924 gjorde skivinspelningar för företaget RCA Victor. När han strax efter finska inbördeskriget besökte finska invandrare i USA bojkottades hans föreställningar, då han av invandrarna betraktades som en representant för det vita Finland.
Till sig hade Tanner en rad ackompanjatörer knutna. Harald Winter var Tanners huvudsakliga medarbetare, men bland andra ackompanjatörer märks även Sakeus Juuri-Oja och Pekka Jurva, varav den sistnämnde var bror till sångaren Matti Jurva.
Tanner gjorde sina sista skivinspelningar i Berlin i juli 1926. Under 1920-talet hade han drabbats av tuberkulos och var under de sista inspelningarna hes på grund av sjukdomen. Hans sista konsert gavs under vintern 1926–1927 i Tammerfors. Vid den tiden hade sjukdomen blivit allt värre och Tanner tvingades vid några tillfällen ändra val av sånger för att underlätta sitt sjungande. J. Alfred Tanner avled i tuberkulos den 27 maj 1927 på sitt sommarställe Nujula i Rautalampi. Han ligger begravd på Malms begravningsplats i Helsingfors.  
Tanner var gift med Adéle Amilda (Milda) Jalkanen (1888–1971), med vilken han hade dottern Kerttu (1911–1989).
År 1902 grundade Tanner Helsingin Jyry och var nära vän till idrottaren Hannes Kolehmainen, om vilken han också sjöng i kupletten "Muistoja olympialaisista kisoista 1912". Tanner lämnade Helsingin Jyry 1908.

## Eftermäle
J. Alfred Tanner gjorde endast 70 skivinspelningar under sitt liv, men skrev betydligt fler sånger. Många av hans sånger kom att framföras i decennier av olika artister; däribland Leo Kauppi, Armas Uksila, Juho Koskelo, Tapio Rautavaara, Sakari Halonen, Reino Helismaa, Armas Hanttu, Rafael Ramstedt och Theodor Weissman. Tanner var en mycket uppskattad underhållare under sin samtid och av sina nämna kollegor. Av Theodor Weissman beskrevs han som mycket godhjärtad och generös, även mot dem han inte kände. Rafael Ramstedt beskrev Tanner på följande sätt:
| ” | Han intager ett enastående rum bland våra kuplettsångare. Ingen annan haft en sådan framgång som han. Det var Tanner som gjorde kuplettsjungandet till ett yrke. Följande hans exempel uppträdde efter honom ett flertal yrkesmässiga kuplettsångare. | „ |

Bland Tanners mest kända sånger finns "Kulkurin valssi", "Orpopojan valssi", "Mun eukkoni on maalla" och "Laulu on iloni ja työni". Tanner gjorde själv inga melodier, men använde sig av redan kända folksånger och arrangerade musiken. Refrängen till "Kulkurin valssi" komponerades av Uuno Aarto. Under 1940-talet gestaltade Sakari Halonen Tanner i olika filmer, däribland På livets landsväg och Flickorna kring Affu. Flera av Tanners sånger publicerades i boken "Kuolemattomat kupletit" 1948.
Till minne av J. Alfred Tanner restes en minnessten i Artsjö 1978. Texten på stenen lyder:
| Finska | Svenska |
| --- | --- |
| Kuplettimestari J. Alfred Tannerin lapsuuden kotitanhua x 16.3.1884 + 27.5.1927 Muistokiven pystyttivät 16.7.1978 Artjärveläiset | Kuplettmästare J. Alfred Tanners barndomshem x 16.3.1884 + 27.5.1927 Minnesstenen restes 16.7.1978 av Artsjöborna |

## Skivinspelningar
| Datum             | Plats                   | Sånger | Ackompanjemang                                  |
| ----------------- | ----------------------- | --- | ----------------------------------------------- |
| 15 september 1911 | Helsingfors             | Eikö juu Haloska ja ne toiset muijat Hymni keväälle Kerran mä rakastuin Kodistansa karannut Kulkurin heila ja hevonen Liisa ja Lasse Meripoika Miten Aunuksessa kaikki on niin vot-vot-vot Muistiinpanoja vosikan renkinä ollessani Talkoovalssi Useammalla eri tavalla että rakastaa | piano                                           |
| 26 september 1912 | Helsingfors             | Ei muun mutta sen tähden Kekkerit Mäkelän kanatarhassa Kesäleski Kiperä polkka Kulkijaksi luotu Kävi vaikka kuinka Reissu Helsingissä Rekryytti Silloin kun minä urheilin Viuliulei                                                                                                   | piano                                           |
| 28 september 1912 | Helsingfors             | Jouluvalssi Muistoja olympialaisista kisoista 1912 1–2 Nokipojan laulu Nokipojan serenadi armaallensa Poliisina ollessani Puhkurin (auton) kuskina Tytöt ja pojat samasta kylästä | piano                                           |
| 28 januari 1913   | Helsingfors             | Aika poika Kummallinen juttu Mun eukkoni on maalla Posetiivari Römperin tanssit Surullinen laulu | piano                                           |
| 16 januari 1914   | Stockholm               | Hauska poika Helsingin heppu Helsinkiläisen elämä Juomaveikkojen laulu Kaksi ystävystä Meripojan kotiinpaluu Nykyinen Helsinki Paimenpoika Pikkuinen poika Kaksi kaverusta | piano                                           |
| 9 juni 1924       | Camden, New Jersey, USA | Jannen hanuripolkka Kymmenen pientä neekeripoikaa Nujulan talkoopolkka Oi sä hellä Helsinkimme Tuhatjärvien lumien maa Viimeinen lautta | John Witzmann (violin) Willaim E. Stein (piano) |
| 13 juli 1926      | Berlin                  | Siirtolaisen meno Siirtolaisen paluu | piano                                           |
| 14 juli 1926      | Berlin                  | Kalle Aaltonen Neuvoja sunnuntaiurheilijoille Puhelimessa 1–2 Se on ylösotettu Tattari | piano                                           |
| 15 juli 1926      | Berlin                  | Kantarella ja Jimmy Kulkurin valssi Kymmenen pientä neekeripoikaa Mamman lellipoika Naissotilas ent. Suomen Pelastusarmeijassa Nujulan kaupungin historia Nujulan talkoopolkka Orpopojan valssi Pilanlaskija                                                                          | piano                                           |
| 16 juli 1926      | Berlin                  | Eduskunnasta tammikuulla 1918 1–2 | piano                                           |